# Morti nel 1984/Maggio
| Questa pagina contiene informazioni ricavate automaticamente dalle voci biografiche con l'ausilio del template Bio e di un bot. L'aggiornamento è periodico e automatico e ricostruisce completamente la pagina. Se manca una persona in questa lista, sei pregato di non aggiungerla, ma accertati piuttosto che la sua voce biografica contenga il template Bio e che i dati anagrafici siano correttamente compilati. Se il template Bio manca, inseriscilo tu stesso o, in alternativa, metti l'avviso {{tmp\|Bio}} che ne segnala la mancanza. Se i dati riportati sono sbagliati, correggi direttamente la voce biografica; le modifiche saranno visibili in questa lista entro pochi giorni. Per chiarimenti vedi il progetto biografie. La lista contiene solo le 86 persone che sono citate nell'enciclopedia e per le quali è stato implementato correttamente il template Bio. Pagina aggiornata al 3 mar 2024. |

- 1º maggio - Gordon Jenkins, compositore e pianista statunitense (n. 1910)
- 1º maggio - Jüri Lossmann, maratoneta e mezzofondista estone (n. 1891)
- 2 maggio - Smith Ballew, attore statunitense (n. 1902)
- 2 maggio - Sandra Sabattini, atleta italiana (n. 1961)
- 2 maggio - Maria Giuseppina Valdettaro, religiosa italiana (n. 1889)
- 3 maggio - Anacleto Margotti, pittore e critico d'arte italiano (n. 1895)
- 3 maggio - João Batista Przyklenk, vescovo cattolico e missionario tedesco (n. 1916)
- 3 maggio - Alan Schneider, regista statunitense (n. 1917)
- 3 maggio - Ross Taylor, hockeista su ghiaccio canadese (n. 1902)
- 3 maggio - Kurt Martti Wallenius, generale e politico finlandese (n. 1893)
- 4 maggio - Robert Clampett, regista e animatore statunitense (n. 1913)
- 4 maggio - Diana Dors, attrice britannica (n. 1931)
- 4 maggio - Roger Karl, attore francese (n. 1882)
- 4 maggio - Willie Ormond, allenatore di calcio e calciatore scozzese (n. 1927)
- 4 maggio - Marija Marevna Vorob'ëv, pittrice russa (n. 1892)
- 5 maggio - Bruno Bonazzelli, ingegnere e divulgatore scientifico italiano (n. 1895)
- 5 maggio - Mihály Bozsi, pallanuotista ungherese (n. 1911)
- 5 maggio - Pierre-Maxime Schuhl, filosofo francese (n. 1902)
- 5 maggio - Gustave Singier, pittore, incisore e decoratore belga (n. 1909)
- 5 maggio - Takayoshi Yoshioka, velocista giapponese (n. 1909)
- 6 maggio - Ramon Cojuangco, imprenditore filippino (n. 1924)
- 6 maggio - Lucy D'Albert, soubrette, ballerina e attrice russa (n. 1914)
- 6 maggio - William Allen Egan, politico statunitense (n. 1914)
- 7 maggio - Albert Becker, scacchista austriaco (n. 1896)
- 7 maggio - Max Palmer, wrestler, attore e religioso statunitense (n. 1927)
- 7 maggio - Ruth Renick, attrice statunitense (n. 1893)
- 8 maggio - Gino Bianco, pilota automobilistico brasiliano (n. 1916)
- 8 maggio - Armando Del Debbio, calciatore e allenatore di calcio brasiliano (n. 1904)
- 8 maggio - William Ling, arbitro di calcio inglese (n. 1908)
- 8 maggio - Cesare Sabelli, aviatore italiano (n. 1896)
- 9 maggio - Sergej Sal'nikov, calciatore e allenatore di calcio sovietico (n. 1925)
- 10 maggio - Joaquim Agostinho, ciclista su strada portoghese (n. 1943)
- 10 maggio - Mario Baratto, critico letterario e italianista italiano (n. 1920)
- 10 maggio - Robert Moore, regista statunitense (n. 1927)
- 10 maggio - Angelo Narducci, giornalista e politico italiano (n. 1930)
- 10 maggio - Luigi Tommasi, calciatore italiano (n. 1907)
- 10 maggio - Václav Zykmund, pittore e fotografo cecoslovacco (n. 1914)
- 11 maggio - Toni Turek, calciatore tedesco (n. 1919)
- 11 maggio - Ferdinando Vegas, giornalista e giurista italiano (n. 1916)
- 12 maggio - Matías González, calciatore uruguaiano (n. 1925)
- 12 maggio - Jaroslav Kučera, calciatore cecoslovacco (n. 1905)
- 12 maggio - Doris May, attrice statunitense (n. 1902)
- 13 maggio - Antonio Castillo, costumista e stilista spagnolo (n. 1908)
- 13 maggio - Stanislaw Ulam, matematico e fisico polacco (n. 1909)
- 14 maggio - Emilio Bajada, matematico italiano (n. 1914)
- 14 maggio - Walter Rauff, militare tedesco (n. 1906)
- 14 maggio - Frederich Silaban, architetto indonesiano (n. 1912)
- 15 maggio - Aldo Bartocci, ingegnere italiano (n. 1909)
- 15 maggio - Lionel Robbins, economista inglese (n. 1898)
- 15 maggio - Emilio Trabucchi, farmacologo e politico italiano (n. 1905)
- 16 maggio - Andy Kaufman, comico e attore statunitense (n. 1949)
- 16 maggio - Karl Neumer, pistard tedesco (n. 1887)
- 16 maggio - Tadeusz Pacuła, cestista polacco (n. 1932)
- 16 maggio - Irwin Shaw, scrittore, drammaturgo e sceneggiatore statunitense (n. 1913)
- 16 maggio - Fritzie Zivic, pugile statunitense (n. 1913)
- 18 maggio - Nasuh Akar, lottatore turco (n. 1925)
- 19 maggio - Cleo Balbo, schermitrice e mezzofondista italiana (n. 1919)
- 19 maggio - John Betjeman, poeta britannico (n. 1906)
- 19 maggio - Bill Holland, pilota automobilistico statunitense (n. 1907)
- 19 maggio - Valerij Voronin, calciatore sovietico (n. 1939)
- 20 maggio - Peter Bull, attore britannico (n. 1912)
- 20 maggio - Pál Kárpáti, calciatore ungherese (n. 1909)
- 20 maggio - Ólafur Jóhannesson, politico islandese (n. 1913)
- 21 maggio - Andrea Leeds, attrice statunitense (n. 1914)
- 21 maggio - Ann Little, attrice statunitense (n. 1891)
- 22 maggio - Rambhai Barni,  thailandese (n. 1904)
- 22 maggio - Aurelius Battaglia, illustratore e animatore statunitense (n. 1910)
- 22 maggio - Karl-August Fagerholm, politico finlandese (n. 1901)
- 22 maggio - Laurent Grimmonprez, calciatore belga (n. 1902)
- 22 maggio - Francesco Pomi, calciatore italiano (n. 1905)
- 22 maggio - Luigi Ragno, avvocato e politico italiano (n. 1899)
- 23 maggio - Badr-almoluk, principessa persiana (n. 1897)
- 23 maggio - Francesco Leone, politico, sindacalista e antifascista italiano (n. 1900)
- 23 maggio - Gisella Monaldi, attrice italiana (n. 1913)
- 23 maggio - Paolo Paganini, calciatore italiano (n. 1901)
- 23 maggio - Luisa Rossi, attrice italiana (n. 1925)
- 24 maggio - Vince McMahon Sr., imprenditore statunitense (n. 1914)
- 24 maggio - Luigi Polano, politico italiano (n. 1897)
- 27 maggio - Luca Perrone, linguista italiano (n. 1920)
- 28 maggio - D'Urville Martin, attore e regista statunitense (n. 1939)
- 28 maggio - Eric Morecambe, comico inglese (n. 1927)
- 29 maggio - Santo Pecora, trombonista statunitense (n. 1902)
- 29 maggio - Kim Sung-Gan, calciatore giapponese (n. 1912)
- 30 maggio - Tex Gibbons, cestista statunitense (n. 1907)
- 31 maggio - May Clark, attrice inglese (n. 1889)
- 31 maggio - Philippe Marçais, linguista, arabista e politico francese (n. 1910)